# Umaru Yar'Adua
Umaru Musa Yar’Adua (16. srpna 1951 Katsina – 5. května 2010 Abuja) byl prezidentem Nigérie. Dříve zastával úřad guvernéra federálního státu Katsina (29. května 1999 – 28. května 2007). Byl členem vládnoucí Lidové demokratické strany.
Umaru Yar’Adua se narodil do fulbské šlechtické rodiny. Po otci zdědil titul strážce pokladny Emirátu Katsina. V letech 1972 až 1975 absolvoval bakalářský studijní obor pedagogika a chemie na Univerzitě Ahmuda Bella, kde následně získal i titul magistra analytické chemie.
Od 23. listopadu 2008 byl hospitalizován s onemocněním srdce a léčil se v Saúdské Arábii.
9. února 2010 se oficiálně ujal jeho pravomocí viceprezident země Goodluck Jonathan.